# 特拉瓦索
Travassô是葡萄牙阿威罗区的一个堂区。总面积8.16平方公里，总人口1727人，人口密度211.6人/平方公里。